# Geniates octavius
Geniates octavius är en skalbaggsart som beskrevs av Ohaus 1924. Geniates octavius ingår i släktet Geniates och familjen Rutelidae. Inga underarter finns listade i Catalogue of Life.